# Jiří Holík
Jiří Holík (* 9. Juli 1944 in Německý Brod, Protektorat Böhmen und Mähren) ist ein ehemaliger Eishockeyspieler, der für den HC Dukla Jihlava über 500 Spiele in der 1. Liga der Tschechoslowakei und über 300 Spiele im Trikot der tschechoslowakischen Nationalmannschaft absolviert hat.

## Karriere
Jiří Holík begann seine Karriere in seiner Heimatstadt bei Jiskra Havlíčkův Brod. 1963 wechselte er zunächst für seinen Armeedienst zum Armeeklub Dukla Jihlava, dem er jedoch bis 1978 treu blieb. Mit Jihlava gewann er insgesamt sieben Meistertitel (1967–72 und 1974) und schoss 283 Tore in 553 Ligaspielen. Aufgrund seiner Erfolge erlaubte man ihm 1978, nach Deutschland zu wechseln. Er spielte zwei Spielzeiten für den SB Rosenheim in der Eishockey-Bundesliga, bevor er nach Wien zum WAT Stadlau Wien wechselte. 1985 beendete er seine Spielerkarriere endgültig beim Wiener EV.
Von 1964 an nahm er an internationalen Titelkämpfen für sein Heimatland teil. Er gewann drei Gold-, fünf Silber- und drei Bronzemedaillen bei 14 Teilnahmen an Weltmeisterschaften. 
Weitere Höhepunkte seiner Karriere waren vier Teilnahmen an Olympischen Winterspielen: 1968 und 1976 gewann er die olympische Silbermedaille sowie 1964 und 1972 die Bronzemedaille. Außerdem nahm er am Canada Cup 1976 teil, bei dem die Tschechoslowaken die damals übermächtigen Kanadier in der Vorrunde schlagen konnten.
In 319 Länderspielen erzielte Holík 132 Tore, womit er den dritten Platz in der IIHF-Rangliste für Länderspiele belegt. Außerdem ist er der Eishockeyspieler mit den meisten Teilnahmen an A-Weltmeisterschaften. 
Nach seinem Rücktritt als Spieler arbeitete Holík als Trainer. 1999 wurde er in die IIHF Hall of Fame in der Kategorie Spieler aufgenommen.
Jiří Holík stammt aus eine eishockeyverrückten Familie. Neben ihm spielten auch sein Neffe Robert Holík und sein Bruder Jaroslav Holík erfolgreich Eishockey.